# 柯周坑站
柯周坑站位于福建省永安、大田及漳平三县市交界处，建于1956年。距鹰潭站452公里，距厦门站244公里。现为五等站。现车站仅办理鹰厦铁路列车通过及避让业务，不办理客货运业务。
车站位于戴云山的柯周坑峡谷中，三面环山，站场两侧均为隧道。车站的对外交通极为不便，公路无法直达车站，仅有通往赤头坂的伐木便道，并时常有野生动物出没。站内职工主要依靠搭乘路内人士乘坐的通勤列车出行。